# Utkirjon Nigmatov
Sherzod Namozov (10 de septiembre de 1990) es un deportista uzbeko que compite en judo adaptado. Ganó una medalla de oro en los Juegos Paralímpicos de Río de Janeiro 2016 en la categoría de –66 kg.

## Palmarés internacional
| Juegos Paralímpicos | Juegos Paralímpicos     | Juegos Paralímpicos | Juegos Paralímpicos |
| Año                 | Lugar                   | Medalla             | Categoría           |
| ------------------- | ----------------------- | ------------------- | ------------------- |
| 2016                | Río de Janeiro (Brasil) | Medalla de oro      | –66 kg              |